# Matthieu Sprick

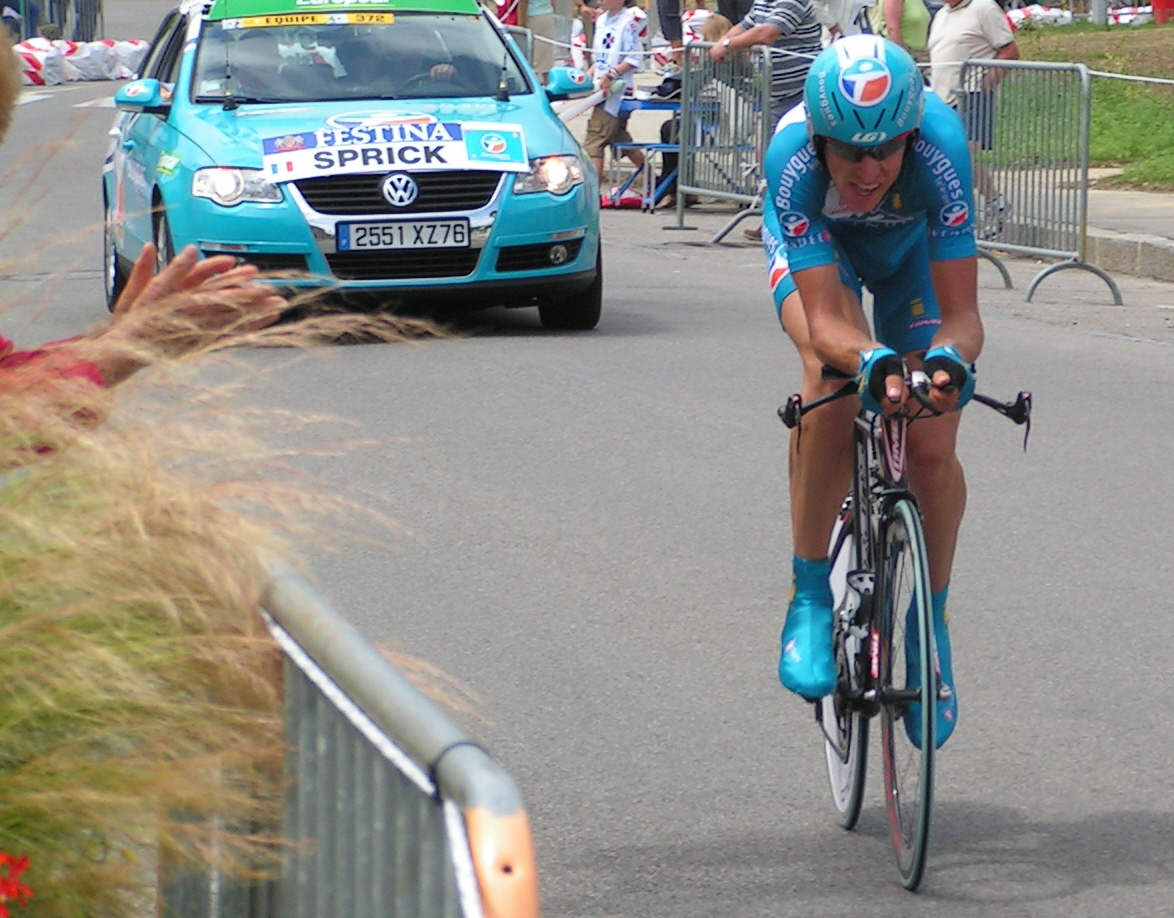
Matthieu durante a Volta à França 2006

Matthieu Sprick (n. 29 de setembro, 1981 em Sarreguemines) é um ciclista profissional francês que participa em competições de ciclismo de estrada.